# Coppa di Francia 1983-1984
La stagione 1983-84 è stata la 67ª edizione della Coppa di Francia, massima competizione nazionale francese.

## Risultati

### Trentaduesimi di finale
| Squadra 1           | Risultato       | Squadra 2           |
| ------------------- | --------------- | ------------------- |
| Bastia              | 1 - 0           | Nîmes               |
| Bordeaux            | 3 - 1           | Brest               |
| Saint-Étienne       | 1 - 0           | Auxerre             |
| Monaco              | 2 - 0           | Alès                |
| Mulhouse            | 1 - 0           | Paris Saint-Germain |
| Lens                | 1 - 0 (dts)     | Orléans             |
| Laval               | 2 - 1 (dts)     | Angers              |
| Tolone              | 2 - 0           | Béziers             |
| Rennes              | 2 - 0           | FC Libourne         |
| Tolosa              | 2 - 1           | Olympique Marsiglia |
| Rouen               | 2 - 0           | Châteauroux         |
| Nancy               | 1 - 0           | Gueugnon            |
| Nantes              | 3 - 1           | Amiens              |
| Strasburgo          | 3 - 0           | Évreux              |
| Caen                | 2 - 1           | Lilla               |
| Metz                | 2 - 0           | Calais RUFC         |
| Sochaux             | 2 - 0           | Thionville          |
| Valenciennes        | 2 - 1           | Abbeville           |
| FC Lyon             | 2 - 1           | Red Star            |
| Martigues           | 2 - 0           | Sète                |
| Tours               | 2 - 1           | Montmorillon        |
| Guingamp            | 2 - 1           | UCK Vannes          |
| Besançon            | 1 - 0           | Corbeil             |
| Thonon              | 2 - 1 (dts)     | CO Saint-Dizier     |
| Stade Reims         | 2 - 2 (4-1 dcr) | PFC                 |
| Le Havre            | 4 - 2           | Marly le Roi        |
| Castets             | 1 - 1 (2-0 dcr) | La Roche-sur-Yon    |
| Cannes              | 2 - 1 (dts)     | Lyon Décines        |
| Pau                 | 1 - 1 (3-2 dcr) | Montauban           |
| Bourg-sous-la-Roche | 0 - 0 (3-2 dcr) | SO Cholet           |
| Sarreguemines       | 2 - 1           | Maubeuge            |
| Orange              | 1 - 0           | Saint-Tropez        |

### Sedicesimi di finale
| Squadra 1                | Totale | Squadra 2       | Andata | Ritorno       |
| ------------------------ | ------ | --------------- | ------ | ------------- |
| Rennes                   | 0 - 9  | Nantes          | 0 - 2  | 0 - 7         |
| Tolone                   | 2 - 0  | Tolosa          | 1 - 0  | 1 - 0         |
| Monaco                   | 2 - 0  | Saint-Étienne   | 1 - 0  | 1 - 0         |
| Bordeaux                 | 3 - 0  | Le Havre        | 1 - 0  | 2 - 0         |
| Valenciennes             | 0 - 5  | Rouen           | 0 - 3  | 0 - 2         |
| Stade Reims              | 2 - 2  | Lens            | 2 - 2  | 0 - 0 (dts)   |
| Tours                    | 1 - 4  | Sochaux         | 1 - 1  | 0 - 3         |
| Bastia                   | 3 - 7  | Cannes          | 2 - 1  | 1 - 6         |
| Martigues                | 0 - 3  | Strasburgo      | 0 - 1  | 0 - 2         |
| Caen                     | 1 - 1  | Laval           | 1 - 0  | 0 - 1 (- dcr) |
| AS Sarreguemines         | 1 - 11 | Nancy           | 0 - 2  | 1 - 9         |
| CA Castets-en-Dorthe     | 0 - 8  | Metz            | 0 - 4  | 0 - 4         |
| Thonon                   | 1 - 2  | Olympique Lione | 1 - 1  | 0 - 1         |
| La Roche Vendée Football | 0 - 5  | Guingamp        | 0 - 1  | 0 - 4         |
| Sporting Club d'Orange   | 3 - 5  | Mulhouse        | 1 - 2  | 2 - 3         |
| Pau FC                   | 2 - 3  | Besançon        | 0 - 1  | 2 - 2         |

### Ottavi di finale
| Squadra 1 | Totale | Squadra 2       | Andata | Ritorno |
| --------- | ------ | --------------- | ------ | ------- |
| Lens      | 1 - 0  | Strasburgo      | 1 - 0  | 0 - 0   |
| Rouen     | 2 - 3  | Laval           | 1 - 0  | 1 - 3   |
| Monaco    | 6 - 1  | Nancy           | 2 - 0  | 4 - 1   |
| Bordeaux  | 2 - 3  | Mulhouse        | 0 - 1  | 2 - 2   |
| Nantes    | 4 - 4  | Olympique Lione | 0 - 0  | 4 - 4   |
| Cannes    | 4 - 1  | Sochaux         | 3 - 0  | 1 - 1   |
| Tolone    | 2 - 1  | Guingamp        | 2 - 0  | 0 - 1   |
| Metz      | 5 - 1  | Besançon        | 4 - 0  | 1 - 1   |

### Quarti di finale
| Squadra 1 | Totale | Squadra 2 | Andata | Ritorno     |
| --------- | ------ | --------- | ------ | ----------- |
| Monaco    | 8 - 4  | Cannes    | 4 - 2  | 4 - 2       |
| Nantes    | 4 - 3  | Mulhouse  | 2 - 0  | 2 - 3       |
| Lens      | 2 - 3  | Tolone    | 0 - 1  | 2 - 2 (dts) |
| Metz      | 3 - 1  | Laval     | 1 - 0  | 2 - 1       |

### Semifinali
| Squadra 1 | Totale | Squadra 2 | Andata | Ritorno |
| --------- | ------ | --------- | ------ | ------- |
| Monaco    | 5 - 3  | Tolone    | 4 - 1  | 1 - 2   |
| Nantes    | 2 - 2  | Metz      | 2 - 1  | 0 - 1   |

### Finale
| Squadra 1 | Risultato   | Squadra 2 |
| --------- | ----------- | --------- |
| Metz      | 2 - 0 (dts) | Monaco    |

| Arbitro: | Vautrot |

| |            |                                                                                     |
| Hinschberger 102’ Kurbos 108’ | Marcatori  |                                                                                     |
| · Ettorre · 36’ Thys · Barraja · Colombo · Zappia · Bracigliano · 66’ Rohr · Kurbos · Hinschberger · Bernad · Pécout · A disposizione: · 36’ Sonor · 66’ Cangini | Formazioni | Ettori Puel Amoros Le Roux Simón Bijotat Delamontagne Bravo Krause Genghini Bellone |
| Kasperczak | Allenatori | Muller                                                                              |